# Arne Arvidsson
Arne Arvidsson (* 19. Januar 1929 in Långshyttan; † im Oktober 2008) war ein schwedischer Fußballspieler. Der Torwart, der jahrelang für die schwedische Nationalmannschaft auflief, gewann mit Djurgårdens IF drei Meistertitel in Schweden.

## Leben
Arvidsson begann mit dem Fußballspielen bei Långhyttas AIK. 1952 wechselte er zum Stockholmer Klub Djurgårdens IF, für den er im selben Jahr in der Allsvenskan debütierte und sich als Stammtorhüter etablierte. Durch gute Leistungen machte er die Verantwortlichen der schwedischen Nationalmannschaft auf sich aufmerksam, so dass er im September 1954 anlässlich eines 1:1-Unentschiedens gegen die norwegische Nationalelf an der Seite von Nils-Åke Sandell, Orvar Bergmark und Kurt Hamrin zu seinem ersten Einsatz im Nationaljersey kam.
Mit der Vereinsmannschaft um Sigvard Parling, Gösta Sandberg und Karl-Erik Andersson dominierte Arvidsson in der Erstliga-Spielzeit 1954/55 die schwedische Meisterschaft. Mit 27 Gegentoren und der damit besten Abwehr trug er entschieden dazu bei, dass Halmstads BK als Vize-Meister am Saisonende vier Punkte Rückstand aufwies. Dennoch konnte er Kalle Svensson als Stammtorhüter der Nationalmannschaft nicht ablösen, sondern blieb hinter ihm Ersatzmann, der nur unregelmäßig zu Spieleinsätzen kam. In den folgenden Jahren rückten jedoch zunehmend Tore Svensson und der Zweitliga-Spieler Ingemar Haraldsson in den Vordergrund, die als Ersatzspieler in den Kader für die Weltmeisterschaft 1958 berufen wurden.
Hatte sich Arvidsson mit seinem Klub nach dem ersten Meisterschaftsgewinn im vorderen Ligabereich etabliert, wiederholte die Mannschaft in der Spielzeit 1959 den Titelgewinn. Bei nur einer Saisonniederlage distanzierte der Klub mit einem Punkt Vorsprung IFK Norrköping und IFK Göteborg. Parallel spielte der Torwart sich wieder in die Nationalmannschaft, in der mit Bengt Nyholm ein neuer Konkurrent aufgetreten war. Der Rivale erspielte sich zunächst den Stammplatz, nicht zuletzt weil Arvidsson als amtierender Meister mit seinem Klub in die Zweitklassigkeit abstieg. Auch in der Division 2 blieb er DIF treu und schaffte mit dem Klub den sofortigen Wiederaufstieg. Beim Erstliga-Rückkehrer gehörte er neben Spielern wie Leif Skiöld oder Leif Eriksson zu den Stützen der Mannschaft, die als Tabellenzweiter hinter IFK Norrköping nur knapp den erneuten Meisterschaftsgewinn verpasste. Damit spielte er sich zurück in die Nationalmannschaft, in der er sich im Herbst des folgenden Jahres als Stammtorhüter festsetzte.
In der Spielzeit 1964 triumphierte Arvidsson mit dem Klub erneut, als in einem der engsten Meisterschaftsrennen drei Mannschaften die Saison punktgleich beendeten. Am letzten Spieltag entschied ein Elfmetertor seines Vereinskameraden Bernt Andersson in der Schlussminute das Titelrennen, da mit dem um ein Tor besseren Torverhältnis gegenüber dem punkt- und gegentorgleichen Konkurrenten Malmö FF ein Vorteil erspielt worden war. Der Göteborger Rivale Örgryte IS war zwar ebenso punktgleich, hatte aber ein deutlich schlechteres Torverhältnis aufzuweisen. Im Oktober des folgenden Jahres verabschiedete er sich mit einem achten Tabellenplatz nach 241 Allsvenskanspielen für Djurgårdens IF vom aktiven Fußball. Arvidsson spielte zudem in 27 Länderspielen für die schwedische Nationalmannschaft und stand des Weiteren bei 13 B-Länderspielen im schwedischen Tor.